# Don't Write Letters
Don't Write Letters er en amerikansk stumfilm fra 1922 af George D. Baker.

## Medvirkende
- Gareth Hughes som Robert W. Jenks
- Bartine Burkett som Anna May Jackson
- Herbert Heyes som Richard W. Jenks
- Harry Lorraine
- Margaret Mann som Jane
- Lois Lee
- Victor Potel